# عصر (نهم)

تعديل مصدري - تعديل

عصر هي إحدى قرى عزلة الحنشات بمديرية نهم التابعة لمحافظة صنعاء، بلغ تعداد سكانها 249 نسمة حسب تعداد اليمن لعام 2004.